# Anura Kumara Dissanayake
Amura Kumara Mudiyanselage Dissanayake (in singalese අනුර කුමාර දිසානායක, Anura Kumāra Disānāyaka; in tamil அநுர குமார திசாநாயக்க, Anura Kumāra Ticānāyakka; Distretto di Matale, 24 novembre 1968) è un politico singalese, Presidente dello Sri Lanka dal 23 settembre 2024.
Leader del partito di sinistra Fronte di Liberazione Popolare (JVP), ha partecipato a due rivolte armate tra gli anni '70 e '80.
Giunto alla presidenza in seguito alla vittoria alle elezioni presidenziali del 2024, il suo partito ha altresì stravinto, all’interno della coalizione Potere Nazionale del Popolo (NPP), le successive elezioni parlamentari dello stesso anno, ottenendo così un’ampissima maggioranza operativa.
Dopo le rivolte armate a cui ha partecipato, Dissanayake ha abbandonato il marxismo e abbracciato alcuni princìpi dell'economia di mercato.